# محمدآباد (بخش مرکزی کازرون)
محمدآباد روستایی در بخش مرکزی شهرستان کازرون در استان فارس است.

## جمعیت
این روستا در دهستان دریس قرار دارد و براساس سرشماری مرکز آمار ایران در سال ۱۳۸۵، جمعیت آن ۱۸۴ نفر (۳۴ خانوار) بوده‌است.